# Сан-Дзено Маджоре
Сан-Дзено Маджоре (итал. San Zeno Maggiore) — романская базилика в Вероне (Италия), построена над местом захоронения первого веронского епископа — Зенона Веронского.

## История
Над захоронением святого Зенона (умер ок. 380 года) в V веке по указанию императора Теодориха Великого была построена первая небольшая церковь. В IX веке она была разрушена и по указанию короля Пипина при участии епископа Ратольдо было построено новое здание куда в 807 году поместили мощи святого Зенона. Оно было разрушено в начале X века во время венгерского нашествия и мощи святого Зенона временно перенесли в кафедральный собор, но в 921 году их вернули в сохранившуюся крипту церкви.
В 967 году при поддержке императора Оттона Великого было построено современное романское здание базилики. В 1117 году церковь пострадала при землетрясении, но к 1138 году была восстановлена и расширена. В 1398 году была заменена крыша базилики, создан плафон главного нефа и построена апсида в готическом стиле.
Колокольня церкви была возведена в XI веке, а находящаяся рядом башня XIII века принадлежит несохранившемуся бенедиктинскому монастырю.
К началу XIX века базилика была заброшена, обветшала и была восстановлена только к 1993 году.

## Архитектура и внешнее убранство

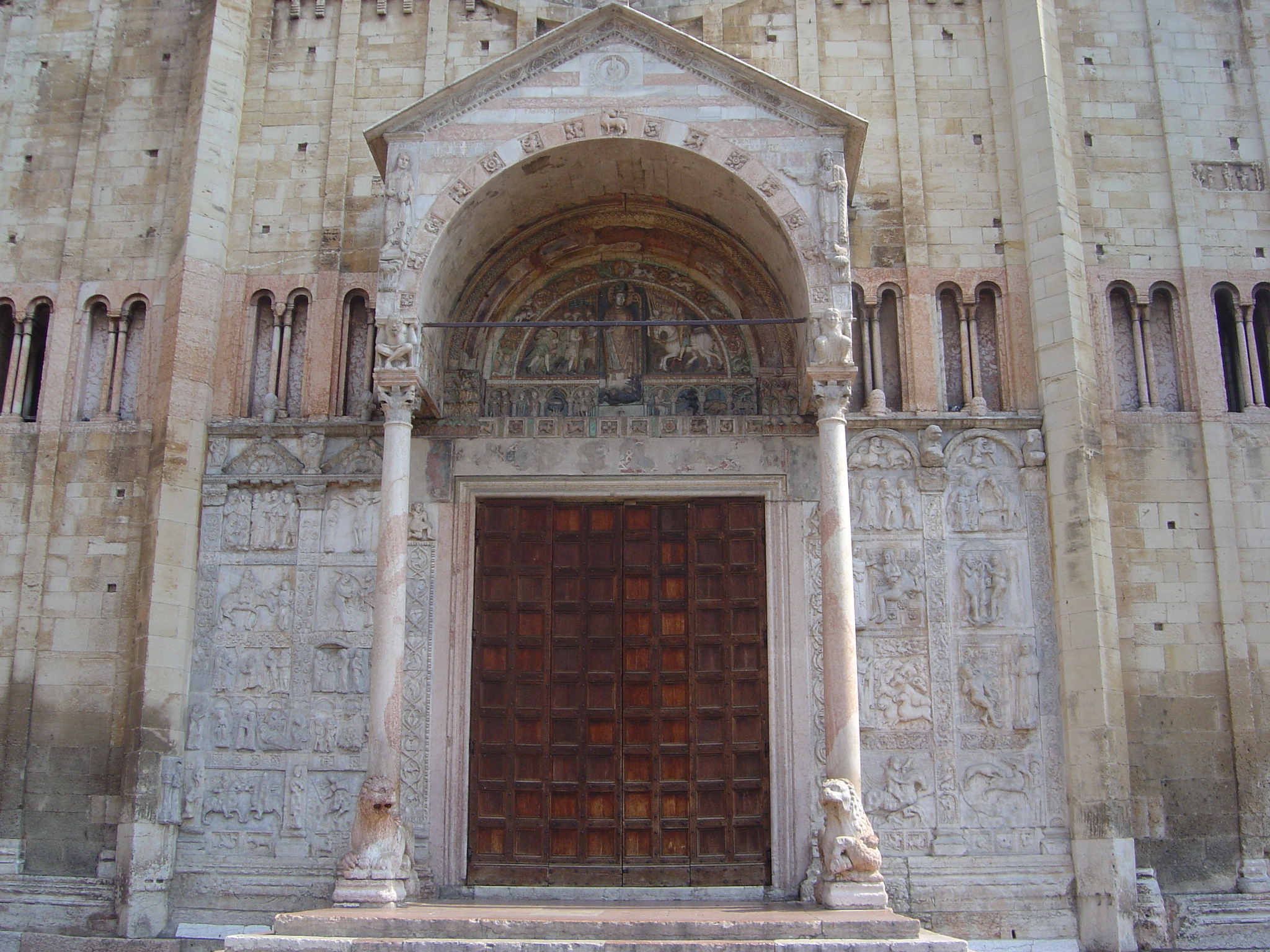
Входной портал церкви

Базилика трёхнефная, не имеет сводов. Архитектура церкви сформировалась под влиянием ломбардской и равеннской архитектурных школ. Здание построено из местного золотистого туфа с мраморными вставками, которые украшены рельефными изображениями на темы Страшного суда, созданные скульптором Бриолото (в настоящее время рельефы практически неразличимы). Фасад также украшен сетью высоких пилястр и аркатурных поясов.
Вход украшен порталом XII века, созданным мастером по имении Николо, автором входного портала кафедрального собора города. Колонны его портика опираются на фигуры львов, терзающих добычу. Между капителями колонн портала и основанием его свода помещены две кариатиды, поддерживающие арку. Портал украшают скульптуры Иоанна Богослова, Иоанна Крестителя и 12 символических изображений месяцев года. В люнете портала помещено рельефное изображение святого Зенона в окружении пеших и конных воинов.
По обеим сторонам портала помещены в четыре яруса 16 барельефов на сюжеты Ветхого и Нового Заветов, а также со сценами средневековых легенд (дуэль Теодориха и Одоакра, охота Теодориха за дьявольским оленем).
В центре фасада помещено круглое окно-роза, называемое «Колесом фортуны», созданное также Бриолото. Своё название окно получило от шести, изображённых по его окружности жестикулирующих фигур людей, возносящихся вверх или низвергаемых вниз судьбой.
Ворота базилики облицованы 48 бронзовыми панно, самые старые из которых относятся к XII веку (работа немецких мастеров), другие датированы концом XIII века и выполнены итальянскими мастерами. На панно представлены библейские сюжеты, четыре чуда святого Зинона. Панно заключены в раму с аллегорическими фигурами, звериными головами и образами святых. Также на раме помещена фигурка их создателя.

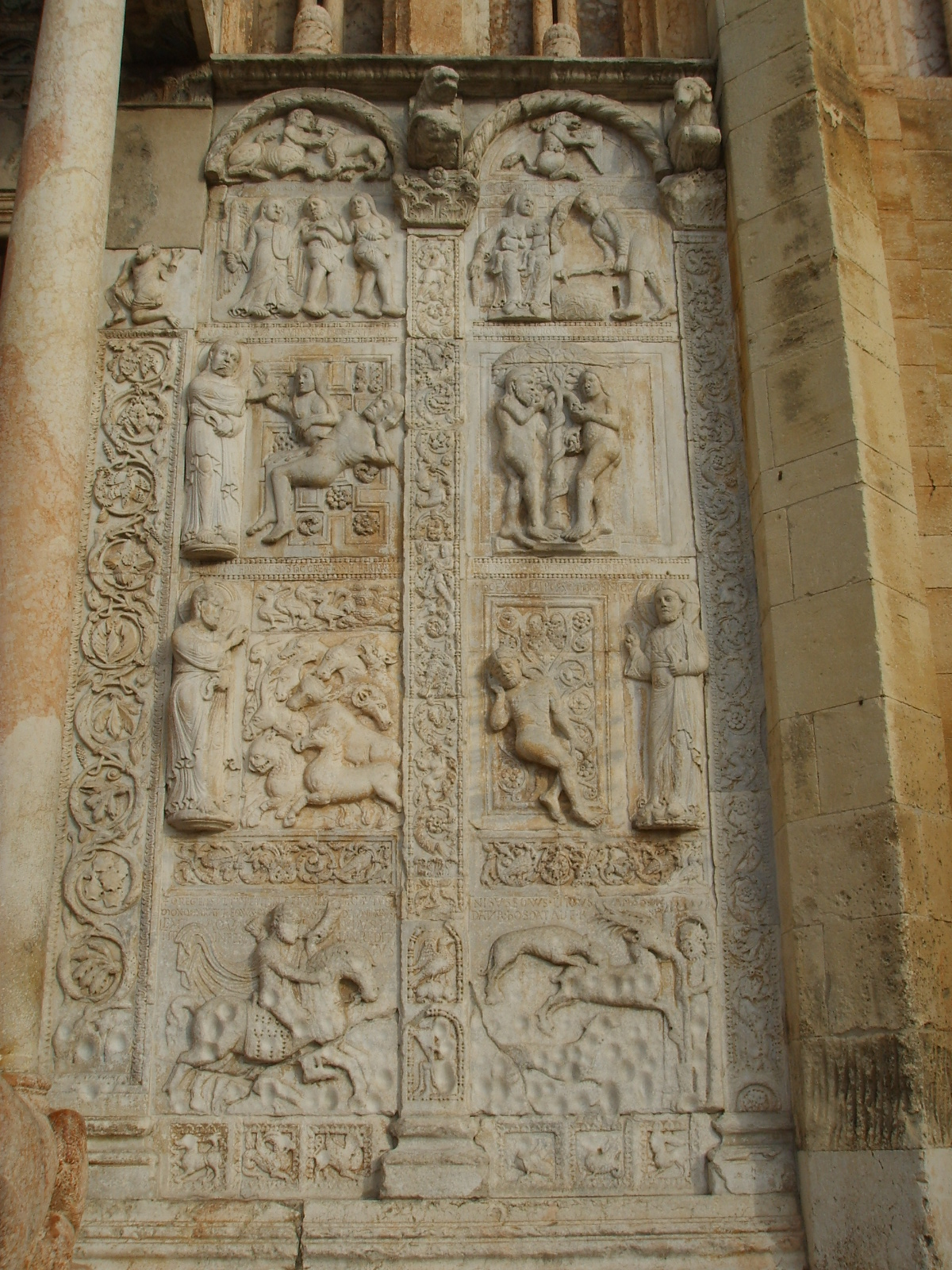
Правая панель барельефов (нижний ряд - охота Теодориха)
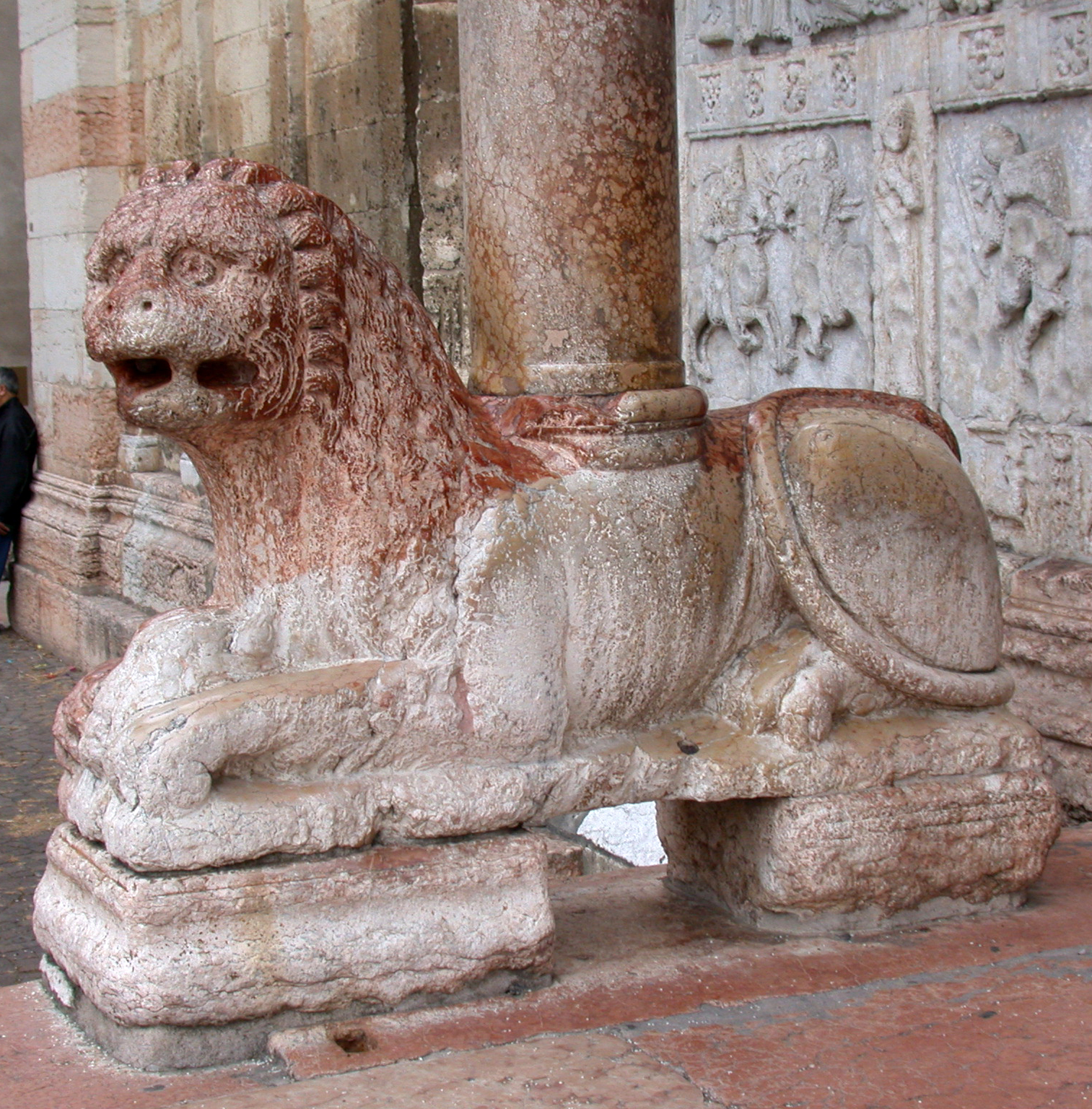
Основание колонны портика
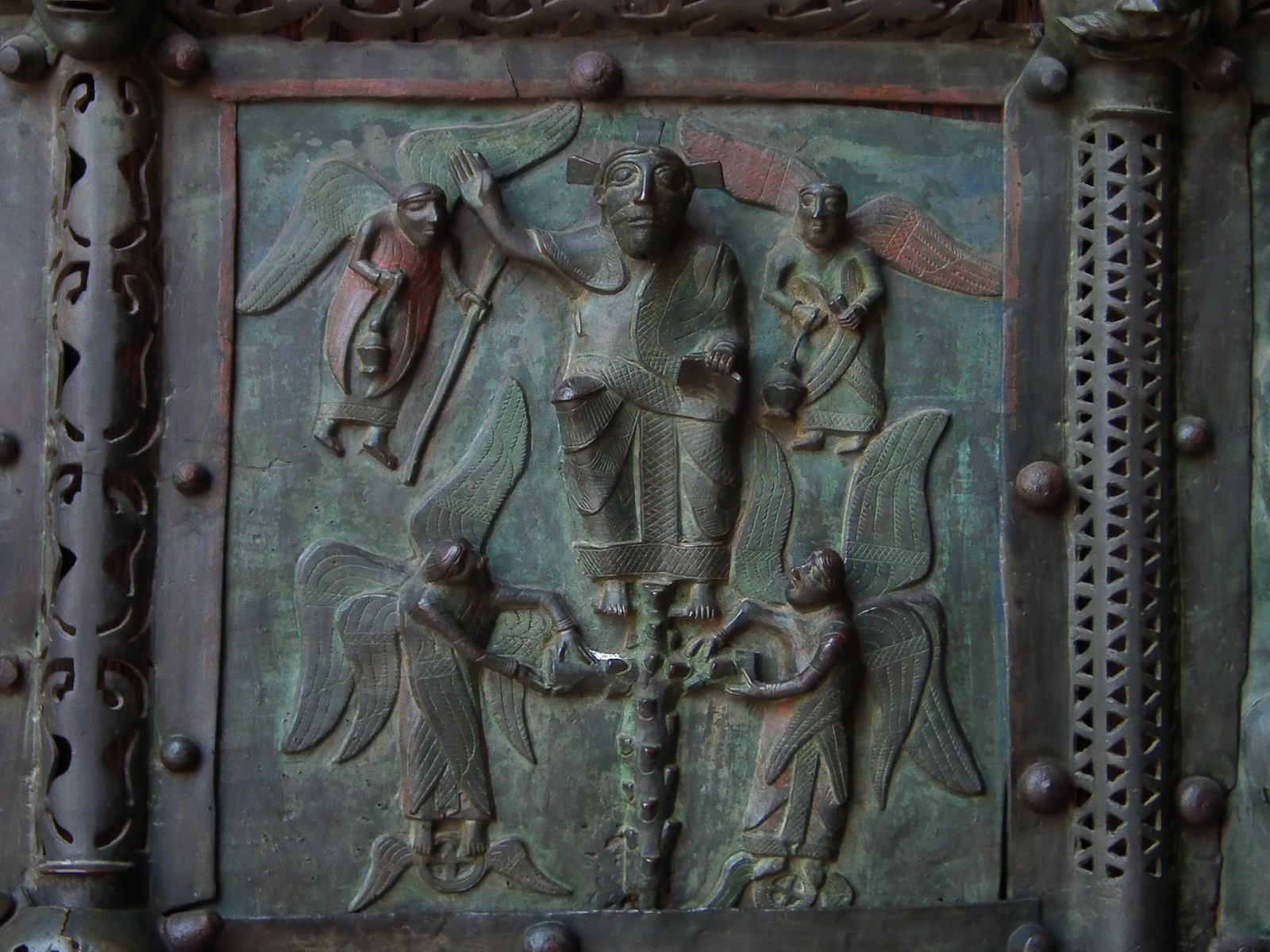
Деталь бронзового панно
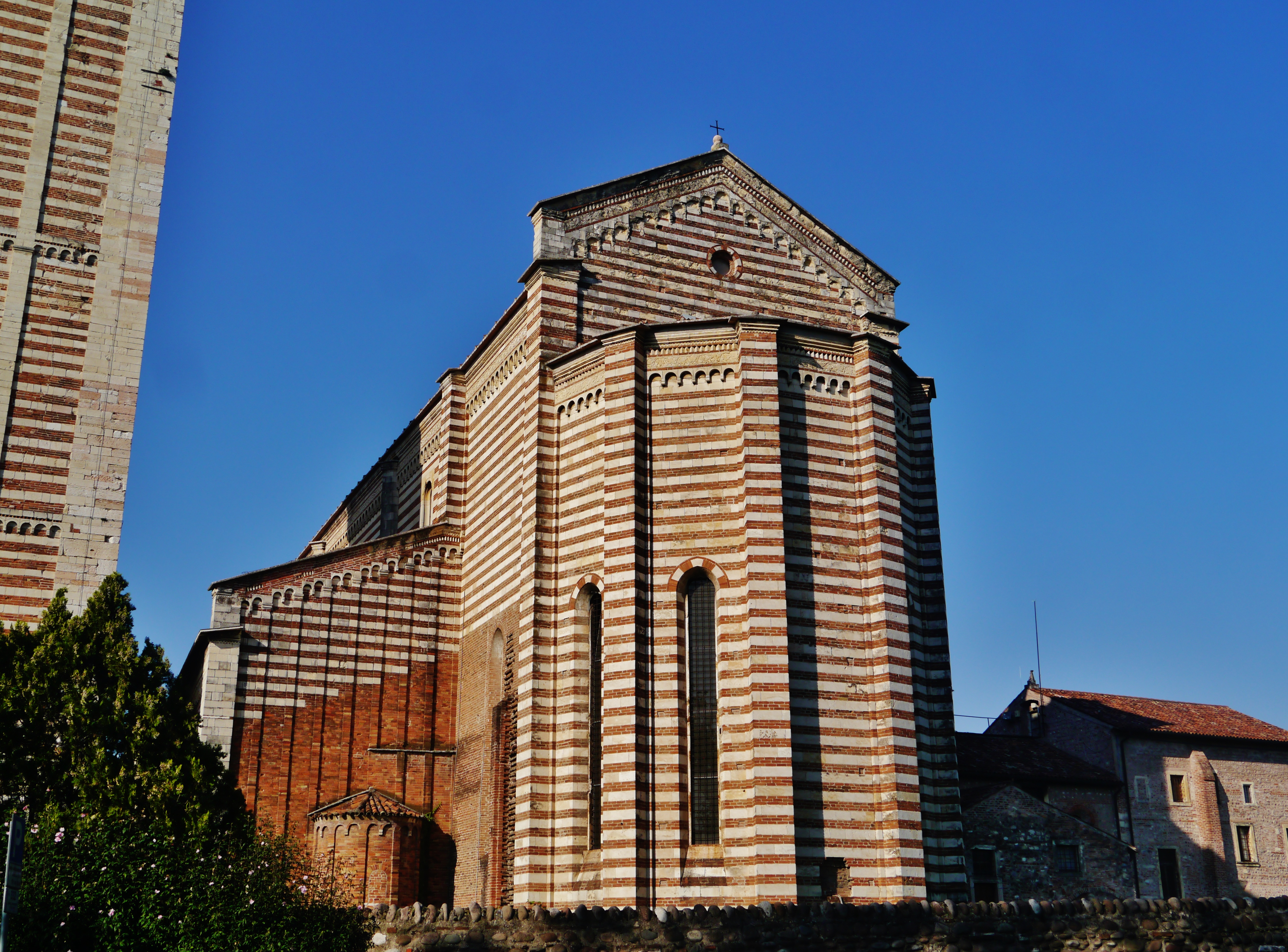
Апсида базилики

## Внутреннее убранство

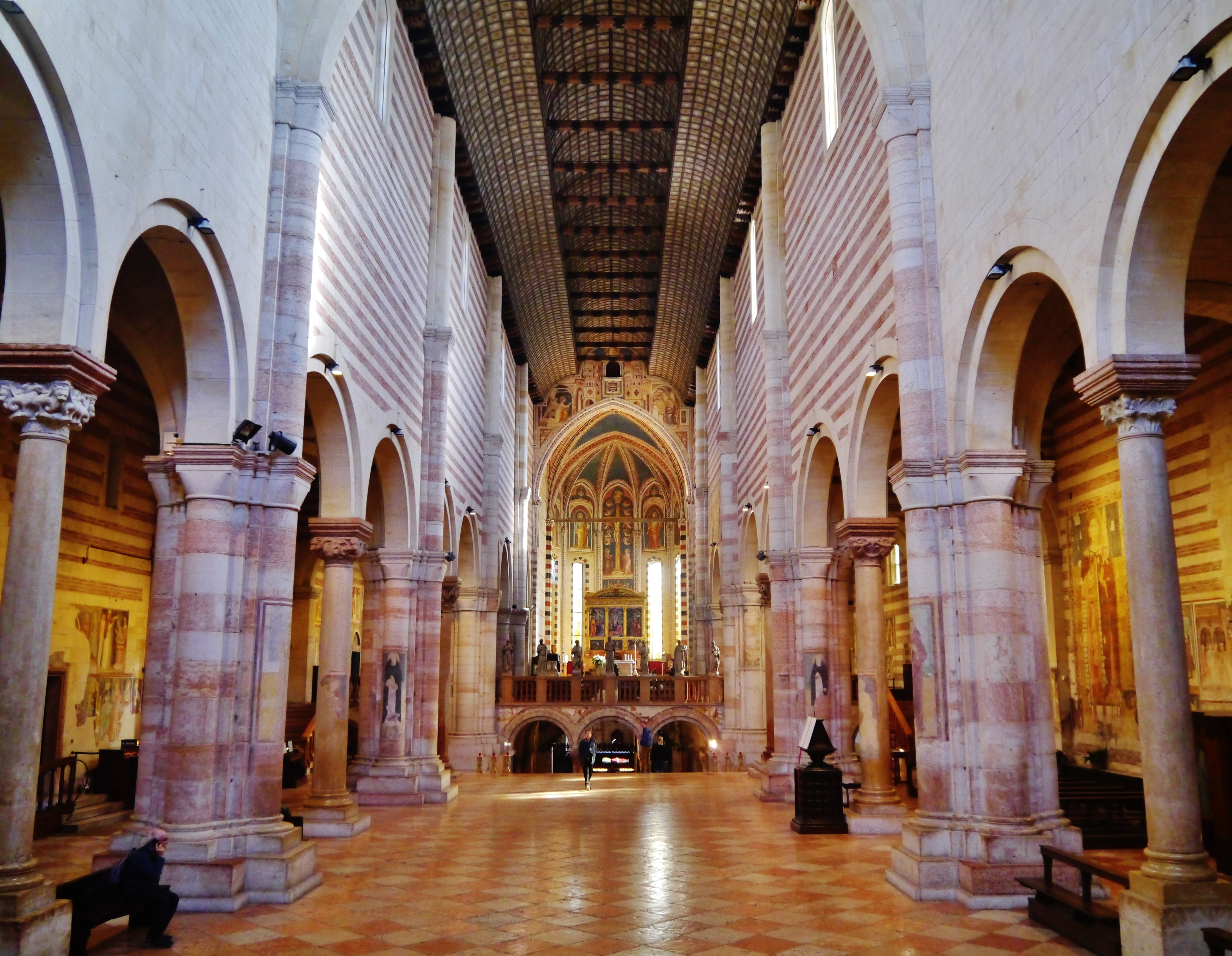
Центральный неф

Три нефа базилики ведут к пресбитерию, уровень которого поднят по сравнению с ними. Под пресбитерием расположена крипта в которую ведут две лестницы. Своды храма опираются на массивные колонны, а центральный неф на две поперечные полукруглые арки.
Из скульптурного убранства базилики выделяются: купель XII века, вырезанная из цельного куска веронского мрамора, две водосвятные чаши и каменный резной алтарь одной из боковых капелл (колонны, поддерживающие его, опираются на символы евангелистов Марка (лев), Луки (бык) и нескольких змей).
На стенах правого нефа находятся фресковые циклы XIII—XIV веков, созданные под влиянием Джотто и Альтикьеро (авторов условно называют первый, второй, третий мастер Сан Дзено). Из фресок особо выделяются: гигантский образ святого Христофора (XIV век), «Белая Мадонна», Распятие Христово, Крещение, образы святых Стефана и Георгия. В правом нефе находится барочный алтарь Скорбящей Мадонны и огромная порфировая чаша, найденная в римских термах вместе с другой, которую использовали для создания фонтана Веронской Мадонны на пьяцца делле Эрбе.
В пресбитерии находится фреска Альтикьеро «Мадонна на престоле со святыми» (1397 год), расписной процессуальный крест середины XIV века и знаменитый триптих Андреа Мантеньи «Мадонна на престоле с ангелами и святыми» (Sacra Conversazione), являющийся алтарным образом главного алтаря базилики. Панно на подножии триптиха изображают сцены моления о чаше, Распятия и Воскресения Иисуса Христа. При Наполеоне триптих был вывезен во Францию и вернулся в Верону без нижних панно, которые были заменены копиями XIX века (оригиналы находятся в Лувре)

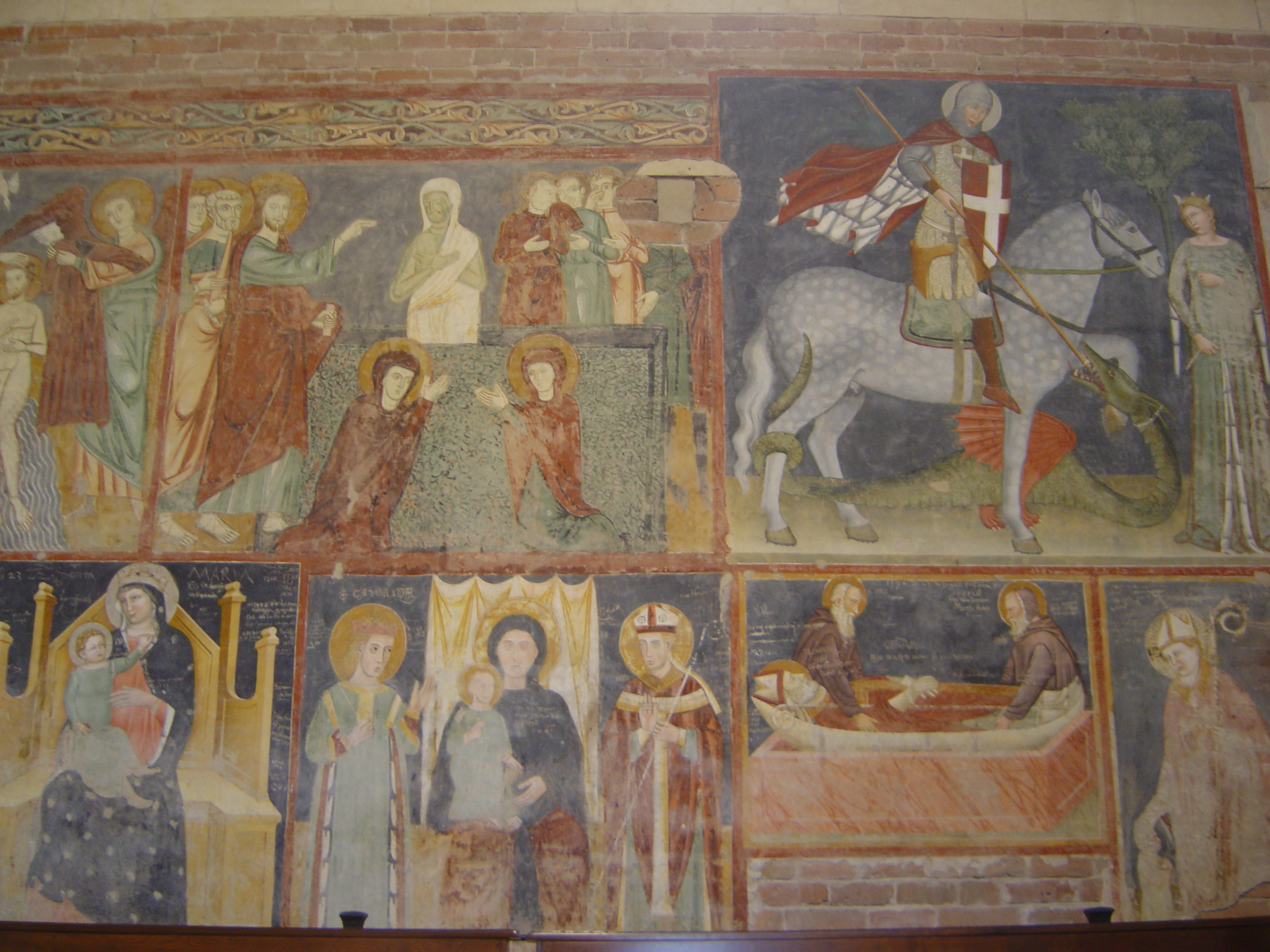
Фрески правого нефа
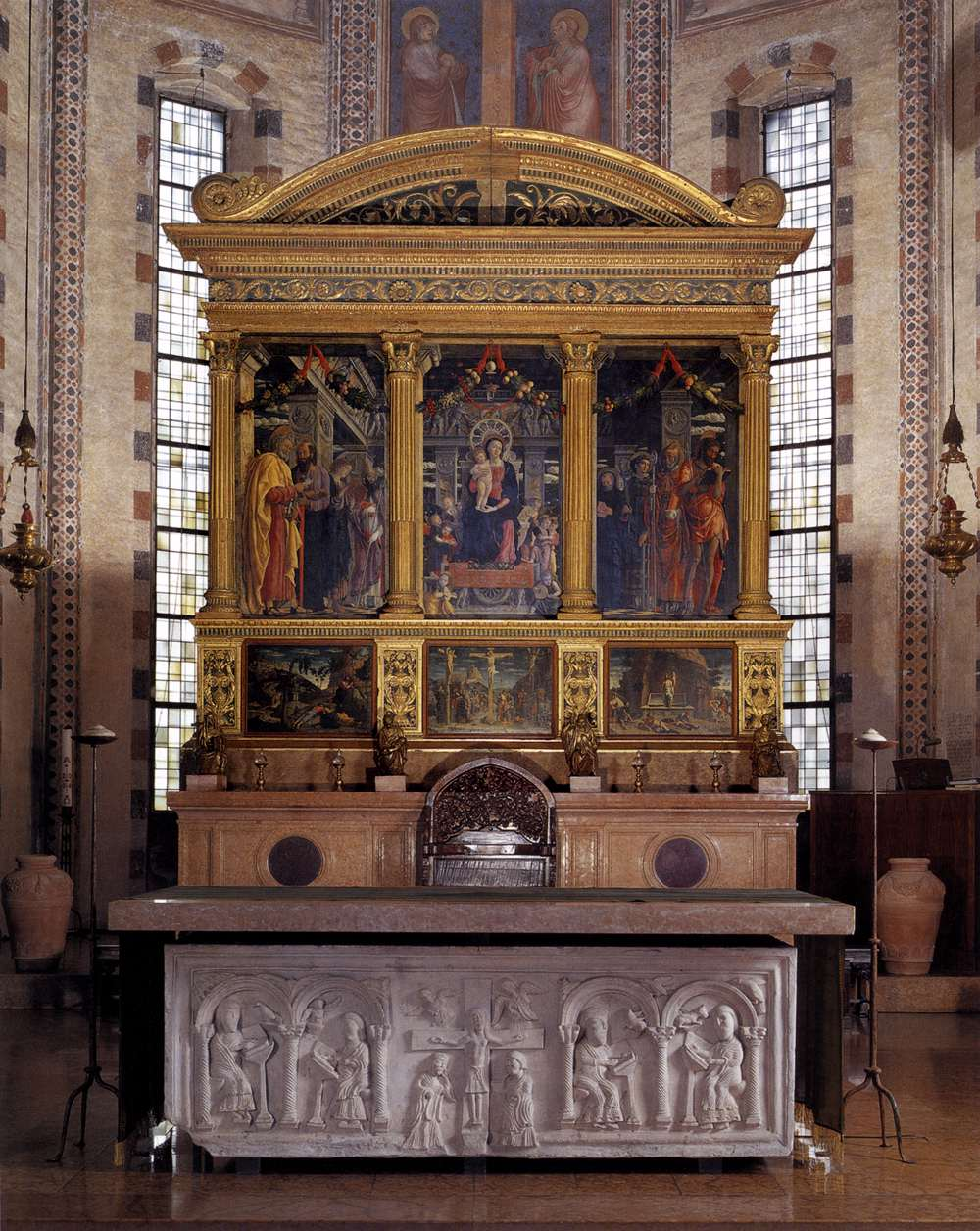
Триптих «Мадонна на престоле с ангелами и святыми» (Андреа Мантенья, 1459 год)
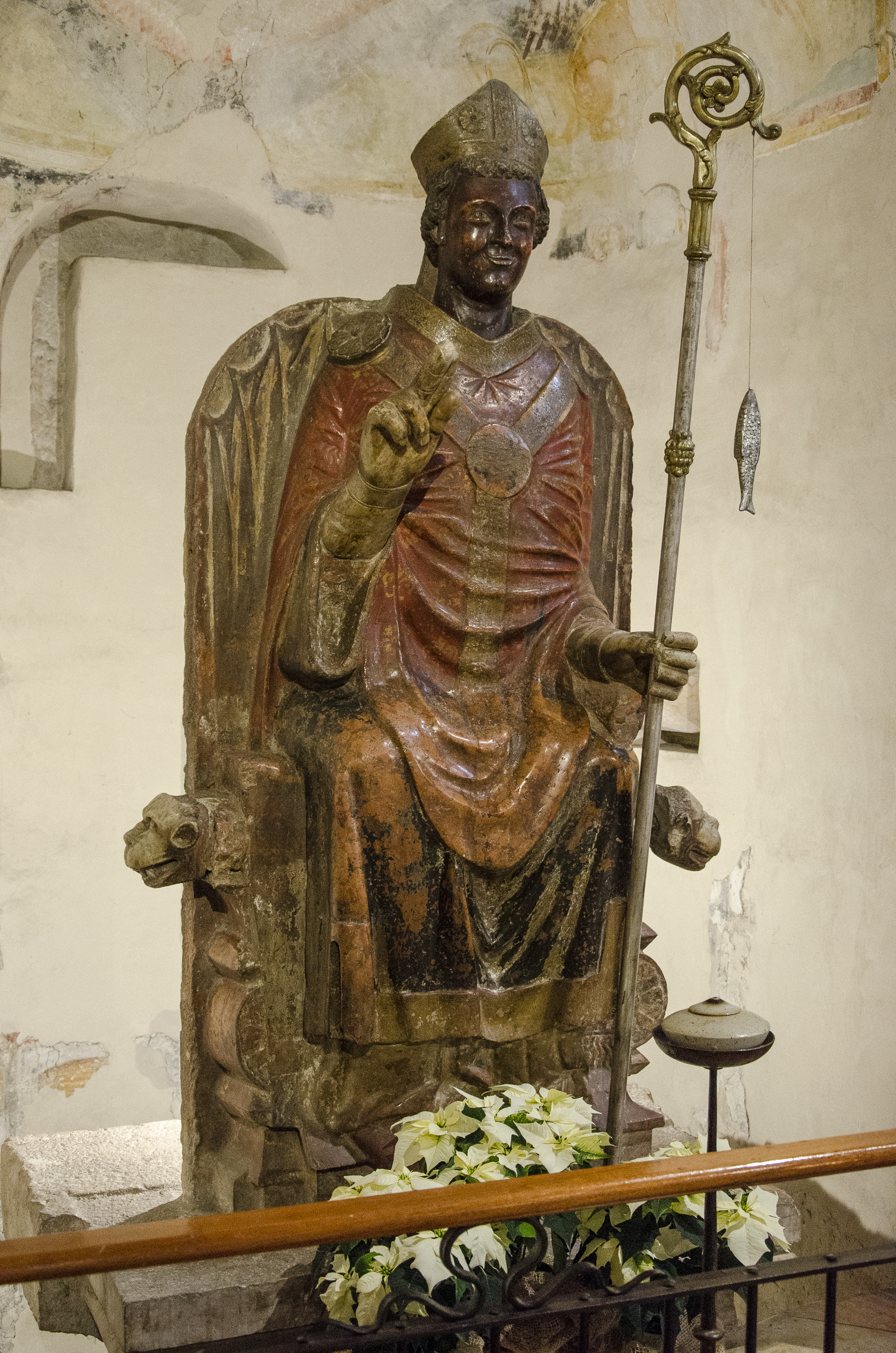
Святой Зенон

Балюстрада, отделяющая пресбитерий от нефов украшена статуями Христа и двенадцати апостолов. В левой малой апсиде установлена статуя улыбающегося святителя Зенона, созданная неизвестным автором эпохи треченто.
В крипте базилики в хрустальной раке находятся мощи святого Зенона, найденные в заброшенной церкви в 1838 году. Над ракой устроен алтарь. Остальное пространство разделено на девять участков многочисленными колоннами, которые венчают капители различных эпох.

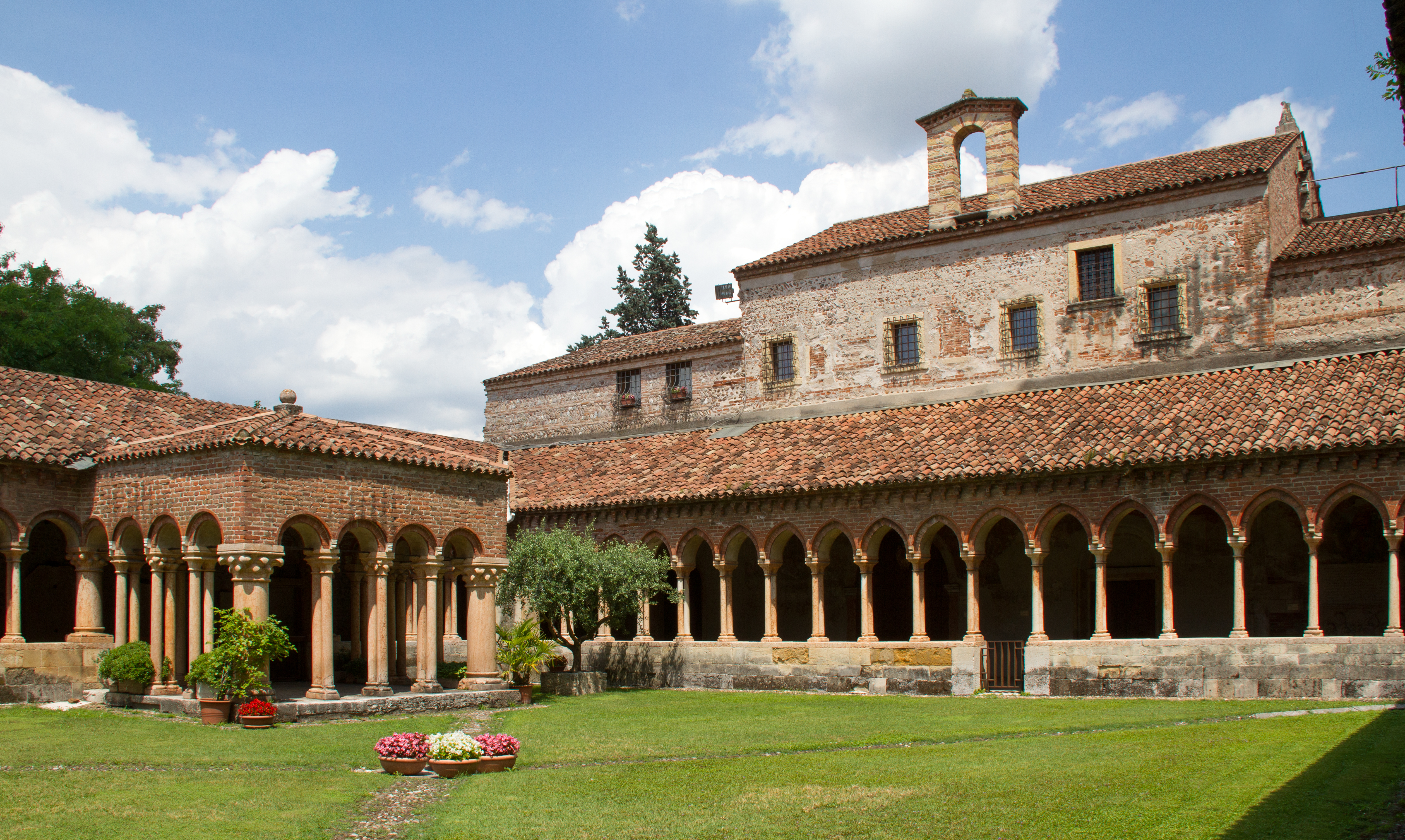
Клуатр

## Клуатр
К базилике пристроен клуатр XII века. Его галереи обрамлены многочисленными двойными колонками с арками. На северной стороне расположен небольшой павильон (эдикула), в котором установлен памятник папе Иоанну Павлу II. В клуатре выставлено несколько средневековых надгробий, одно из которых 1313 года принадлежит представителю рода Скалигеров и сохранился ряд средневековых росписей. К клуатру примыкает лапидарий — собрание античных надписей.